# Capparis rheedei
Capparis rheedei är en kaprisväxtart som beskrevs av Dc. Capparis rheedei ingår i släktet Capparis och familjen kaprisväxter. Inga underarter finns listade i Catalogue of Life.